# شتاب‌سنج پیزوالکتریک
شتاب سنج پیزو الکترونیک از اثر پیزوالکترونیک (که در مواد خاصی وجود دارد) برای اندازه‌گیری پارامترهای دینامیکی سیستم‌های مکانیکی (از قبیل شتاب، نوسان و لرزه‌های مکانیکی) استفاده می‌کند.
همانند سایر سنسورهای مبدل یک شتاب سنج پیزو الکترونیک نیز نوعی از انرژی را به نوع دیگری تبدیل کرده و یک سیگنال الکتریکی متناسب با مقدار، ویژگی یا حالتی که می‌خواهیم اندازه‌گیری کنیم، به ما می‌دهد. با استفاده از روش کلی sensing موجود برای تمامی شتاب سنج‌ها، شتاب یک جرم در حال نوسان که به فنر متصل شده یا جرم آویزان شده به پاندول را محاسبه کرده و این کمیت فیزیکی که از جنس نیرو است را به یک سیگنال الکترونیکی تبدیل می‌کنیم. قبل از اینکه کمیت شتاب بتواند به یک سیگنال الکترونیکی تبدیل شود باید آن را به جا به جایی یا نیرو تبدیل کنیم که روش انجام این کار در شکل ۱ آمده‌است

## مقدمه
لغت پیزو الکترونیک از کلمه یونانی " piezein" گرفته شده‌است که به معنای فشاردادن یا له کردن است. وقتی یک نیروی فیزیکی به شتاب سنج اعمال می‌شود، در واقع جرم در حال نوسان طبق قانون دوم نیوتون(F = ma) نیرویی به جسم پیزو الکترونیک وارد می‌کند. این نیروی وارد شده به جسم پیزو الکترونیک خود را به صورت تغییر ولتاژ یا تغییر میدان الکترواستاتیکی حاصل از جسم پیزوالکترونیک نشان می‌دهد. باید توجه کرد که این‌ها ناشی از اثر مقاومتی اجسام پیزو الکترونیک نیست، در اثر مقاومتی، اجسام پیزو الکترونیک مقاومت خود را بر اثر واکنش‌های خارجی تغییر می‌دهند و نه ولتاژ یا میدان را. نیروی وارد شده به جسم پیزو الکترونیک می‌تواند به یکی از دو صورت خمشی (bending) یا فشاری (compression) باشد. فشار وارد بر جسم پیزو الکترونیک در نوع فشاری (compression) در واقع نیرویی است که از یک طرف به جسم وارد شده در حالی که طرف دیگر جسم ثابت گردیده‌است؛ ولی در نوع خمشی (bending) نیروی از هر دو طرف به جسم وارد می‌گردد.
اجسام پیزو الکترونیک که در شتاب سنجها مورد استفاده قرار می‌گیرند به دو دسته تقسیم می‌شوند. دسته اول که بیشتر نیز مورد استفاده قرار می‌گیرد اجسام تک بلوره هستند(Single-Crystal) مانند کوارتز (Quartz). علی‌رغم اینکه این مواد دارای طول عمر زیادی هستند یعنی مدت زمان زیادی حساس باقی می مامند و خاصیت پیزویی خود را حفظ می‌کنند اما حساسیت کمی نسبت به نوع دوم (سرامیک‌ها) دارند. سرامیکها علاوه بر اینکه حساسیت بیشتری دارند ارزان‌تر نیز هستند. برای تولید مواد پیزو الکترونیکی سرامیکی از موادی از قبیل: باریم تیتانیوم (barium titanate)، سرب زیرکونیم و سرب تیتانیوم (lead-zirconate-lead-titanate) و سرب متانیوتیت (lead metaniobate) و سایر موادی که ساختار بسیاری از آن‌ها در حال حاضر فقط به‌طور اختصاصی در اختیار شرکت تولیدکننده آن‌ها می‌باشد، استفاده می‌شود. ایراد مواد سرامیکی این است که از آن جاییکه حساسیت آن‌ها در گذر زمان کاهش می‌یابد طول عمر سنسورهایی مجهز به مواد سرامیکی کوتاه‌تر از سنسورهای دارای مواد تک بلوره می‌باشد.
در عمل وقتی از مواد پیزو الکتریک با حساسیت پایین استفاده می‌گردد می‌توان دو یا سه بلور از این مواد را به هم وصل کرد تا سیگنال الکتریکی خروجی قوی تر گردد. مادهٔ پیزو الکترونیک مناسب برای کاربردی خاص را باید بر اساس حساسیت مورد نیاز، پاسخ فرکانسی، مقاومت ویژه مورد نیاز و پاسخ گرمایی (دمای مطلوب برای کارکرد) انتخاب کرد. از آن جا که در سنسورهای پیزو الکترونیک سیگنال الکتریکی تولید شده داراری ولتاژ بسیار پایین می‌باشد و مقاومت خروجی نیز بسیار زیاد است باید سیگنال تولید شده را تقویت و هم چنین مقاومت خروجی را کاهش داد (با مبدل امپدانس). در گذشته این مشکل را با استفاده از یک تقویت‌کننده و مبدل امپدانسی جداگانه حل می‌کردند. این روش تقریباً در عمل قابل پیاده‌سازی نیست زیرا نویز بسیار زیادی در سیستم به وجود می‌آید و هم چنین پیاده‌سازی این روش محدودیت‌های محیطی و فیزیکی بسیاری را نیز به وجود می‌آورد. امروزه آی سیهای برای تقویت و تبدیل امپدانس وجود دارند که به صورت تجاری تولید شده و داخل خود سنسور نصب می‌گردند.

## تاریخچه
نحوهٔ کار مواد پیزو الکترونیک به قوانینی بنیادین حاکم بر ساختارهای کریستالی بازمی‌گردد. در سال ۱۸۸۰ میلادی دو دانشمد به نام‌های Pierre و Jacques Curieآزمایش‌های خود را منتشر کردند که نتایج آن آزمایش‌های اثبات می‌کرد که در یک بلور (Crystal) تناسبی بین ولتاژ روی سطح آن و فشار فیزیکی وارد بر آن وجود دارد. این پدیده اثر پیزوالکترونیک نامیده شد. پدیده دیگری که بسیار شبیه به این پدیده می‌باشد پدیده نقطه کیوری (Curie point) است که اسمش از نام فیزیکدان Pierre Curie گرفته شده‌است. نقطه کیوری نقطه‌ای است که از آن دما به بالا ماده پیزوالکترونیک قطبش خودبه خودی اتم‌هایش را از دست می‌دهد.
پیشرفت شتاب سنج‌های پیزوالکترونیک باعث شد که تلاش‌های بیشتری برای یافتن مناسب‌ترین روش جهت اندازه‌گیری نوسانات سازه‌های بزرگی مانند پل یا وسایل در حال حرکت بزرگی مانند هواپیما انجام پذیرد. یکی از این تلاش‌ها استفاده از یک دستگاه مقاومت کششی سنج برای ساخت شتاب سنج بود. برای اولین بار در حدود سال ۱۹۳۸ میلادی به Hans J. Meier از پروفسورهای دانشگاه MIT بودجه‌ای داده شد تا اولین شتاب سنج مبتنی بر مقاومت کششی را به صورت تجاری بسازد. این نوع شتاب سنج‌ها شکننده بوده، دارای فرکانس تشدید بسیار پایینی هستند و هم چنین پاسخ فرکانس آن‌ها نیز در فرکانس‌های پایین مطلوب است. این محدودیت‌های دینامیکی باعث شد که این نوع شتاب سنج‌ها تقریباً غیرقابل استفاده در هواپیماها باشند. از طرفی اثبات شده بود که سنسورهای پیزو الکترونیک بسیار ساده‌تر قابل پیاده‌سازی هستند؛ و طراحی ساده‌تری نسبت به سنسورهای مقاومت کششی سنج دارند. علاوه بر این خاصیت الاستیکی بسیار بالای مواد پیزو الکترونیک نیز می‌توانست بسیاری از مشکلات موجود در سنسورهای مقاومت کششی سنج را حل کند.
به زبان ساده ویژگی‌های ذاتی سنسورهای پیزو الکترونیک از قبیل پاسخ فرکانسی مطلوب در فرکانس‌های بالا و قابلیت ایجاد تشدید در فرکانس‌های بالا باعث شد که آن‌ها جایگزین مناسبی برای سنسورهای مقاومت کششی سنج گردند. شتاب سنج‌های پیزو الکترونیک از لحاظ حجمی کوچکتر از نوع قبلی خود (مقاومت کششی سنج) بوده و نسبت به آن‌ها در g (شتاب استاندارد زمین)های بالاتری کارکرد مطلوب دارند. برای مقایسه می‌توان اشاره کرد که شتاب سنج مقاومت کششی دارای پاسخ فرکانسی مطلوب در محدوده ۲۰۰ هرتز بوده ولی شتاب سنج پیزو الکترونیک دارای پاسخ فرکانسی مطلوب در محدوده ۱۰۰۰۰ هرتز می‌باشد. با این پیشرفت‌ها بود که اندازه‌گیری لرزه‌هایی با فرکانس بالا مانند تکان‌های سریع یا لرزه‌های کوتاه مدت هواپیماها که قبلاً قابل اندازه‌گیری نبود، را ممکن کرد. از همان زمان‌ها مزایای سنسورهای پیزو الکترونیک برای همگان آشکار گردید و در اواخر دهه ۱۹۴۰ میلادی بود تولید صنعتی و گستردهٔ این نوع از سنسورها آغاز گردید. امروزه شتاب سنج‌های پیزو الکترونیک در وسایل اندازه‌گیری مهندسی، پزشکی، هوا فضا و بسیاری از صنعت‌های دیگر استفاده می‌شود.

## ساخت و تولید
از دو روش رایج برای ساخت شتاب سنج‌ها استفاده می‌شود. یکی بر مبنای مبانی مقاومت مواد پیزو (piezoresistance) است و دیگری بر مبنای خاصیت الکتریکی آن‌ها (piezoelectricity) است. هر دو روش اطمینان می‌دهند که بردارهای شتاب قائم تأثیری در ردیابی نمی‌گذارند و آشکار نمی‌شوند.
در روش اول ساخت، ابتدا یک لایه نیمه رسانا توسط یک لایهٔ ضخیم اکسید به ویفر نگهدارنده وصل می شئد. لایهٔ نیمه رسانا سپس به شکل هندسهٔ شتاب سنج در می‌آید. این لایهٔ نیمه رسانا یک یا تعداد بیشتری روزنه دارد و همین‌طور جرم زیر آن نیز روزنه‌های متناظری دارد. سپس لایهٔ نیمه رسانا به عنوان پوشش برای ایجاد حفره در لایهٔ اکسید زیرین استفاده می‌شود. جرم واقع در حفره توسط بازوهای لایه نیمه رسانا که خاصیت مقاومتی پیزو دارند نگه داشته می‌شوند. درست پایین شتاب سنج یک فضای خالی انعطاف‌پذیری است که اجازه می‌دهد جرم واقع در محفظه انعطاف داشته باشد یا در جهت عمود بر سطح شتاب سنج حرکت کند.
شتاب سنج‌هایی که بر مبنای خاصین الکتریکی مواد پیزو کار می‌کنند (روش دوم) توسط مبدل‌های پیزو الکتریک ساخته می‌شوند. واحد متشکل از یک لولهٔ توخالی است که دو سر آن توسط مبدل پیزو الکتریک بسته شده‌است. مبدلها به صورت مخالف پلاریزه می‌شوند و به گونه‌ای انتخاب می‌شوند که دارای خازن سری خاصی باشند. سپس لوله به صورت جزئی توسط مایع سنگینی پر می‌شود و شتاب سنج فعال می‌شود. در این حالت ولتاژ خروجی به صورت پبوسته اندازه‌گیری می‌شود و حجم مایع سنگین به گونه‌ای تنظیم می‌شود تا ولتاژ خروجی دلخواه به دست آید. در نهایت خروجی هر کدام از مبدل‌ها اندازه گرفته می‌شود و ولتاژ تفاضلی آن دو جدول‌بندی می‌شود و مبدل غالب شناسایی می‌شود.

## کاربردهای شتاب سنج‌های پیزو الکتریک
شتاب سنج‌های پیزو الکتریک در صنایع، محیط‌ها و کاربردهای مختلفی استفاده می‌شوند. ابزار اندازه‌گیری پیزو الکتریک امروزه به‌طور وسیعی در آزمایشگاه‌ها، واحدهای تولیدی استفاده می‌شوند و همچنین به عنوان ابزار اصلی برای اندازه‌گیری و ضبط تغییرات دینامیکی متغیرهای مکانیکی مثل لرزش و ضربه کاربرد دارند.